# ボナパルトカモメ
ボナパルトカモメ（ボナパルト鴎、学名：Chroicocephalus philadelphia）は、チドリ目カモメ科に分類される鳥類の一種である。

## 分布
アラスカからカナダにかけての地域で繁殖し、冬季はアメリカ合衆国、メキシコ、中央アメリカ、南アメリカ北部、西インド諸島に渡り越冬する。
日本では迷鳥として、北海道、茨城県、東京都、神奈川県で記録がある。                       茨城県で日本最初に確認された。

## 形態
体長約34cm、翼開長約83cm。ユリカモメと外見は似ているが一回り小さい。成鳥夏羽は、頭部が黒く眼の上下に白い縁取りがある。頸から下面は白く、背中や翼上面は淡い青灰色で、尾は白い。翼の下面は、初列風切先端部に線状の黒色部があるほかは、全面灰白色である。成鳥冬羽は、頭部が白く眼の上と耳羽の後方に黒褐色の斑がある。雌雄同色である。
嘴は黒色で、足は赤い。

## 生態
越冬地では、干潟や海岸近くの湖沼に生息する。
食性は動物食。水面上を飛び回りながら、魚類などを嘴でつまみあげて捕食する。
他のカモメ類と異なり、樹上に枯れ枝などを利用して営巣する。
鳴き声は「キャッ　キャッ」など。

## 画像

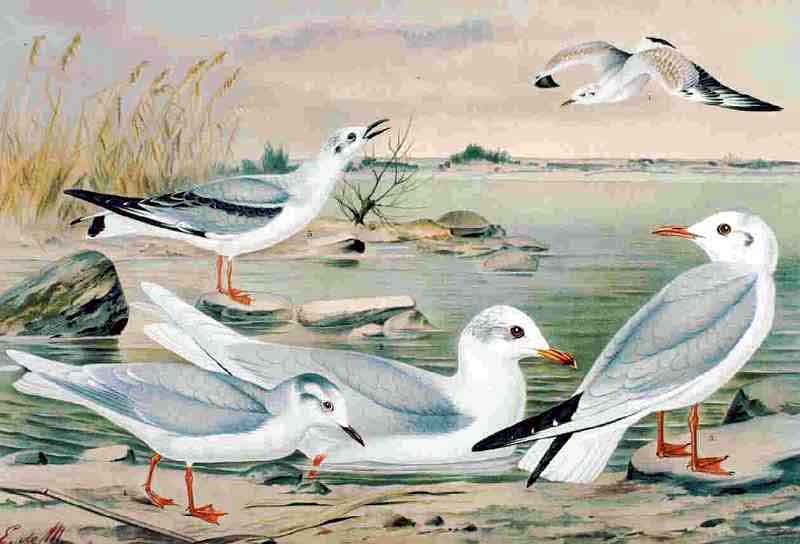
上からヒメカモメ、ユリカモメ、ニシズグロカモメ、ボナパルトカモメ（冬羽）